# Cearbhall Ó Dálaigh
Cearbhall Ó Dálaigh, ang. Carroll O’Daly (ur. 12 lutego 1911 w Bray, zm. 21 marca 1978 w Sneem) – irlandzki polityk i prawnik, działacz Fianna Fáil, prokurator generalny (1946–1948, 1951–1953), przewodniczący Sądu Najwyższego (1961–1973), w latach 1974–1976 prezydent Irlandii.

## Życiorys
W 1931 ukończył studia na University College Dublin, w latach 1931–1942 był redaktorem irlandzkojęzycznego dziennika „The Irish Press”. W 1934 został prawnikiem, podjął praktykę w zawodzie barristera. Dołączył do ugrupowania Fianna Fáil, stał się bliskim współpracownikiem Éamona de Valery. W 1948 i 1951 bez powodzenia startował w wyborach do Dáil Éireann.
W kwietniu 1946 po raz pierwszy objął urząd prokuratora generalnego, który sprawował do lutego 1948. Powrócił na tę funkcję w czerwcu 1951, pełniąc ją do lipca 1953. W 1953 otrzymał nominację na sędziego Sądu Najwyższego. W 1961 objął stanowisko przewodniczącego tej instytucji, kierował nią nieprzerwanie do 1973. W 1973, po przystąpieniu Irlandii do Europejskiej Wspólnoty Gospodarczej, został irlandzkim przedstawicielem w Trybunale Sprawiedliwości Wspólnot Europejskich.
W 1974, po śmierci urzędującego prezydenta Erskine’ Hamiltona Childersa, Cearbhall Ó Dálaigh został wspólnym kandydatem głównych irlandzkich partii na prezydenta. Ostatecznie nie wystartował przeciwko niemu żaden kontrkandydat. Prezydencką kadencję rozpoczął 19 grudnia 1974.
Wywodzący się z Fianna Fáil prezydent miał napięte relacje z rządem, na czele którego od 1973 stał Liam Cosgrave z Fine Gael. W lipcu 1976 terroryści z Prowizorycznej Irlandzkiej Armii Republikańskiej dokonali zamachu, w którym zginął Christopher Ewart-Biggs, brytyjski ambasador w Dublinie. Reakcją na to było przygotowanie przez rząd nowego prawa pod nazwą Emergency Powers Bill, które zwiększało uprawnienia funkcjonariuszy służb mundurowych. Na tle jego uchwalenia doszło do kryzysu w relacjach premiera z prezydentem. Cearbhall Ó Dálaigh wykorzystał swoje uprawnienia do opóźnienia wejścia ustawy w życie. Minister obrony Paddy Donegan w reakcji na te działania określił prezydenta mianem „straszliwej hańby” (and. „thundering disgrace”). Minister ostatecznie przeprosił, nie został natomiast odwołany. Cearbhall Ó Dálaigh uznał to zachowanie za zamach na godność urzędu prezydenta. Złożył rezygnację ze stanowiska 22 października 1976.

## Życie prywatne
Był żonaty z Máirín. Pasjonat irlandzkiej kultury i języka, znany z nieużywania anglojęzycznej formy swojego nazwiska.